# Дні кохання (фільм, 1954)
«Дні кохання» (італ. Giorni d'amore) — італійська драматична кінокомедія 1954 року режисера Джузеппе Де Сантіса.

## Сюжет
Паскуале (Марчелло Мастроянні) ще з дитинства закоханий в Анджелу Марина Владі, і вони вже кілька років хочуть одружитися. Їхні рідні не проти одруження, але для весілля потрібні великі кошти, яких у них нема. Тому закохані вирішують інсценувати свою втечу з села, щоб обвінчатися без весільної церемонії. Проте життя вносить свої корективи …

## Ролі виконують
- Марчелло Мастроянні — Паскуале Дроппйо
- Марина Владі — Анджела Кафарелла
- Джуліо Калі[it] — дід П'єтро
- Ренато К'ятоні[it] — Франческо
- Піна Галліні[it] — бабця Філомена

## Навколо фільму
- Марину Владі у фільмі дублювала італійська кіноакторка Марія Піа Казіліо (1935—2012).
- Фільмування частково відбувалося в рідному місті режисера Фонді в провінції Латина де в масових сценах працювали багато справжніх місцевих жителів.
- Новинкою для італійської кіноіндустрії стало залучення до роботи над сценографією, костюми та кольористикою цього фільму художника Доменіко Пурифікато[it] (1915—1984)

## Нагороди
- 1955 Премія «Срібна стрічка» Італійського національного синдикату кіножурналістів:
  - премія «Срібна стрічка» найкращому акторові — Марчелло Мастрояні
- 1955 Премія на Міжнародному кінофестивалі у Сан-Себастьяні, (Іспанія):
  - премія «Золота мушля» за найкращий фільм — Джузеппе Де Сантіс
  - премія «Срібна мушля» за найкраще використання кольору — Джузеппе Де Сантіс